# Kavita Raut
Kavita Raut (ur. 5 maja 1985 w Maharasztra) – hinduska lekkoatletka specjalizująca się w biegach długich. Olimpijka.
Halowa wicemistrzyni Azji w biegu na 3000 metrów z Ad-Dauhy (2008). W 2009 roku sięgnęła po brązowy medal w biegu na 5000 metrów podczas mistrzostw Azji. Na rozegranych w październiku 2010 roku igrzyskach Wspólnoty Narodów stanęła na najniższym stopniu podium zdobywając brąz w biegu na 10 000 metrów, a pod koniec listopada zdobyła dwa medale igrzysk azjatyckich. Złota medalistka mistrzostw Indii na różnych dystansach.
Rekordy życiowe: bieg na 5000 m – 15:16,54 (26 listopada 2010, Kanton); bieg na 10 000 m – 31:51,44 (21 listopada 2010, Kanton). Raut jest rekordzistką Indii w półmaratonie (1:12:50 w 2009).
W roku 2012 została laureatką nagrody Arjuna Award.

## Osiągnięcia
| Rok  | Impreza                                 | Miejsce        | Konkurencja             | Lokata       | Wynik    |
| ---- | --------------------------------------- | -------------- | ----------------------- | ------------ | -------- |
| 2006 | Mistrzostwa świata w biegach na przełaj | Fukuoka        | bieg przełajowy na 4 km | 89. miejsce  | 16:21    |
| 2008 | Halowe mistrzostwa Azji                 | Doha           | bieg na 3000 m          | 2. miejsce   | 9:26,01  |
| 2009 | Mistrzostwa Azji                        | Kanton         | bieg na 5000 m          | 3. miejsce   | 16:05,90 |
| 2010 | Igrzyska Wspólnoty Narodów              | Nowe Delhi     | bieg na 10 000 m        | 3. miejsce   | 33:05,28 |
| 2010 | Igrzyska azjatyckie                     | Kanton         | bieg na 10 000 m        | 2. miejsce   | 31:51,44 |
| 2010 | Igrzyska azjatyckie                     | Kanton         | bieg na 5000 m          | 3. miejsce   | 15:16,54 |
| 2016 | Igrzyska olimpijskie                    | Rio de Janeiro | maraton                 | 120. miejsce | 2:59:29  |